# Kasteel van Buffières
Het Kasteel van Buffières (Frans: Château de Buffières) is een kasteel in de Franse gemeente Montbellet. Het kasteel is een beschermd historisch monument sinds 1992.